# Widukind von Wittgenstein
Widukind von Wittgenstein († 14. November 1272) war von 1258 bis 1272 Abt des Klosters Grafschaft.

## Leben
Er stammte aus der Wittgensteiner Linie des mittelalterlichen Adelsgeschlechts Battenberg. Im Jahr 1258 übertrug er in Erbpacht für jährlich eine Mark schwere Pfennige an Siegfried von Wittgenstein und den von den Grafen von Westfalen (also den Grafen von Werl und später von Arnsberg) eingesetzten Untervogt des Klosters, den Edelherren Adolf von Grafschaft (auf Burg Norderna in Nordenau), einen Berg, auf denen diese die spätere Stadt Berleburg gründeten. 1322 konnte Siegfried II. von Wittgenstein den Abt Widukind II. von Grafschaft zum endgültigen Verkauf von Berleburg bewegen. Adolf von Grafschaft vergab 1261 eine Rente aus den Zehnthöfen von Hundem an das Kloster. Später kam es zwischen dem Abt und Adolf von Grafschaft zu Konflikten.
Im Jahr 1270 traf Widukind eine für die Geschichte des Klosters schwerwiegende Entscheidung, die zur Stärkung der Stellung des Abtes gegenüber der Gemeinschaft führte. Er trennte entgegen dem Willen des Klostergründers Anno II. das Klostervermögen zwischen Abt und Konvent auf. Der Abt erhielt nunmehr die Einkünfte aus der Prälatur, den Zehnten sowie ein Drittel aller Einkünfte. Allerdings musste er davon auch die geistlichen und weltlichen Gäste beherbergen. Er übte die Lehnsrechte allein aus und konnte sämtliche weltlichen und geistlichen Ämter des Klosters besetzen. Kurze Zeit später brannte das Kloster ab. Dies wurde teilweise als göttliche Strafe dafür angesehen, dass der Abt zahlreiche Besitzungen an seine Familie vergab und die Klosterdisziplin lockerte. Er legte sein Amt als Abt nieder und soll vor Gram über die Zerstörung des Klosters gestorben sein.